# クリスティアン・ヴィルヘルムソン
クリスティアン・ウルフ・ヴィルヘルムソン（Christian Ulf Wilhelmsson, 1979年12月8日 - ）は、元サッカー選手。スウェーデン・マルメ出身で、元同国代表。現役時代のポジションはミッドフィルダー。

## 経歴

### クラブ

#### 初期 / アンデルレヒト
マルメに生まれる。1997年にスウェディッシュフットボール・ディヴィジョン1（3部）のミェルビーAIFでキャリアを始め、3年間で52試合11得点を記録。2002年に隣国ノルウェー1部のスターベクIFへ移籍し、退団するまで84試合25得点を記録。また、スターベクではUEFAカップ2002-03予選に出場し、次に在籍することになるRSCアンデルレヒト戦で敗退している。
2003年夏にウーゴ・ブロース監督率いるベルギー1部の強豪アンデルレヒトと契約を締結。以前から憧れている同胞のパル・ゼッターベリと共にプレーすることになった。加入してすぐさま中心選手となりリーグ優勝とUEFAチャンピオンズリーグ 2004-05予選出場権獲得に貢献し、翌2004-05シーズンも継続して高パフォーマンスを披露すると、ベルギー・ゴールデン・シューにセルジオ・コンセイソン, ヴァンサン・コンパニに次ぐ3位に選出され、またベルギー・プロフェッショナル・フットボール・アワードではコンパニに次ぐ2位に選出された。契約が2007年7月まであったにもかかわらず、2005-06シーズン終了後にアンデルレヒト退団を希望していることが報告された。

#### ナント / ローン
2006年にフランス1部のナントへ移籍する も、2007年1月にイタリア1部のローマへ300万ユーロの買取りオプション付きで貸し出された。1月14日のメッシーナ戦で移籍後初出場 を果たしたが、ピッチ内外でイタリアの地に馴染めず良い印象を与えることが出来ず、シーズン終了後にローマ側はマウロ・エスポージト, リュドヴィク・ジュリやジュリオ・バチスタと契約することを望んだこともあり、ナントに復帰することが決定した。しかし、そのナントは最下位でリーグ・ドゥに降格したことで新たなクラブを模索することになった。
それに呼応してイングランド1部とスコットランドの複数クラブが獲得に乗り出し、最終的に1年の長期ローン（完全移籍のオプション付き）でイングランド1部のボルトン・ワンダラーズFCへ移籍することが決定した。しかし、移籍後初出場をしたポーツマスFC戦（アウェイ1-3敗北） を含め僅か8試合、しかも全試合途中出場と失望を残し、同胞のヨハン・エルマンデルがクラブ最高記録の移籍金で加入するのを尻目に退団した。
ボルトンのガリー・メグソン監督の信頼を得ることに失敗したヴィルヘルムソンは、2008年1月31日にナントからスペイン1部のデポルティーボ・ラ・コルーニャへ貸し出された。デポルティーボでは、ヘタフェ戦（1-1）に途中出場で初出場、それから2試合後のエスパニョール戦（ホーム2-0勝利）で初先発出場。3月1日のセビージャFC戦（ホーム2-1勝利）で初得点を記録。冬の途中加入ながら出場15試合中で先発出場15試合とレギュラーの座を掴み、欧州カップ戦出場権獲得とシーズンを9位で終えることに貢献した。

#### 中東 / アメリカ
2008年8月5日に移籍金500万USドルでサウジアラビア1部王者のアル・ヒラルと2年契約を締結。2009-10シーズンは21試合9得点10アシストでリーグ優勝に貢献。翌シーズンも優勝を経験し、さらにカップ戦決勝で2009年と2010年の両方で得点を挙げ、2年連続で優勝カップを掲げた。また、AFCチャンピオンズリーグでは3年連続でのグループリーグ突破に大きく貢献した。2011年9月5日、退団したアギェマン・オポクの代役としてアル・アハリ・ドーハへシーズン終了まで貸し出された が、シーズン途中でアル・ヒラルに復帰した。2012年9月5日にアメリカ1部のロサンゼルス・ギャラクシーへ移籍。それから9日後のコロラド・ラピッズ戦（2-0勝利）で初出場初得点を記録。12月5日、翌2013シーズンの構想外であることが発表され退団が決定した。2013年1月14日にUAE1部のバニーヤースと1年半の契約を締結。

### 代表
スウェーデン代表としては2001年1月のフェロー諸島戦でデビュー して以降、チームに定着し、UEFA EURO 2004, 2006 FIFAワールドカップ, UEFA EURO 2008の3大会に出場した。
2011年9月6日のUEFA EURO 2012予選サンマリノ戦（アウェイ5-0勝利）で通算7得点目と8得点目と2得点を挙げた。また、エリック・ハムレーン監督の下で本大会のメンバーに選出され、グループリーグ全3試合で途中出場している。
2006年9月4日、EURO 2008予選予選期間中のオフ日に、オロフ・メルベリ、ズラタン・イブラヒモヴィッチとともにメルベリの誕生日を祝うためバーへ飲みに行き、門限を破ったため、チームから外され家に返された。また、2011年3月にはイブラヒモヴィッチと練習中に乱闘を起こした。

## 私生活
2010年5月にロシア生まれでスウェーデン人モデルのオクサナ・アンデションとラスベガスで式を挙げた。

## 代表歴

### 出場大会
- スウェーデン代表
  - 2006 FIFAワールドカップ

### 試合数
- 国際Aマッチ 79試合 9得点（2001年-2012年）[23]

| スウェーデン代表 | 国際Aマッチ | 国際Aマッチ |
| 年               | 出場        | 得点        |
| ---------------- | ----------- | ----------- |
| 2001             | 1           | 0           |
| 2002             | 0           | 0           |
| 2003             | 3           | 0           |
| 2004             | 14          | 1           |
| 2005             | 8           | 1           |
| 2006             | 12          | 1           |
| 2007             | 10          | 1           |
| 2008             | 6           | 0           |
| 2009             | 5           | 0           |
| 2010             | 5           | 1           |
| 2011             | 8           | 3           |
| 2012             | 7           | 1           |
| 通算             | 79          | 9           |

## タイトル
クラブ
RSCアンデルレヒト
- 2003-04, 2005-06

ASローマ
- コッパ・イタリア : 2006-07

アル・ヒラル
- サウジ・プレミアリーグ : 2009-10, 2010-11
- クラウンプリンスカップ : 2009-10, 2010-11, 2011-12

ロサンゼルス・ギャラクシー
- MLSカップ : 2012

バニーヤースSC
- ガルフ・クラブ・チャンピオンズカップ : 2013

代表
- キングスカップ : 2003